# Egzarchat apostolski Ameryki Łacińskiej i Meksyku
Egzarchat apostolski Ameryki Łacińskiej i Meksyku – egzarchat Kościoła katolickiego obrządku ormiańskiego obejmujący Meksyk, Brazylię i Urugwaj.

## Historia
Powstał w 1981. W 1989 z jego terytorium wydzielona została eparchia św. Grzegorza z Nareku w Buenos Aires obejmująca Argentynę.

## Główne świątynie
- Katedra: św. Grzegorza Oświeciciela w São Paulo
- Konkatedra: Matki Bożej z Bzommar w Montevideo

## Egzarchowie
- Vartán Waldir Boghossian SDB (1981–2018, od 2025 administrator apostolski)
- Pablo Hakimian (2018–2024)